# Wladimir Wassiljewitsch Grischanow
Wladimir Wassiljewitsch Grischanow (russisch Владимир Васильевич Гришанов; * 17. Juni 1945 in Solowezki, Oblast Archangelsk) ist ein russischer Admiral im Ruhestand. Er war von 1993 bis 1995 Kommandeur der Leningrader Marinebasis.

## Leben
Grischanow studierte von 1963 bis 1968 an der Leningrader Offiziershochschule M.W. Frunse. Nach deren Abschluss wurde er als Gruppenkommandeur des Gefechtsabschnitts für Elektronavigation eingesetzt und ab November 1968 als Gefechtsabschnittskommandeur für Navigation (GA-1) des Großen U-Jagdschiffes Proworny der 21. U-Jagdschiffsbrigade der Schwarzmeerflotte. Am 30. November 1970 wurde er Wachoffizier auf diesem Schiff. Ab 28. Februar 1971 diente er als GA-1 Kommandeur auf dem Großen U-Jagdschiff Soobrasitjelny der 150. Brigade der 30. U-Jagdschiffdivision der Schwarzmeerflotte. Nach einer Tätigkeit als 1. Offizier auf dem U-Jagdschiff Proworny absolvierte er ab April 1973 Höhere Speziallehrgänge der Marine in Leningrad. Am 7. Oktober 1974 wurde er Kommandant des Großen U-Jagdschiffes Reschitjelny der 70. Brigade der 30. U-Jagdschiffdivision der Schwarzmeerflotte. Nach dem Besuch der Seekriegsakademie von August 1976 bis Juni 1978 fand er als Kommandant des Großen U-Jagdschiffes Kertsch Verwendung. Im Oktober 1979 wurde er Stabschef der 21. Brigade und ab August 1982 Kommandeur der 70. Brigade der 30. U-Jagdschiffdivision. Im Juni wurde er Stabschef und Stellvertreter des Kommandeurs und im September 1987 Kommandeur der 30. U-Jagdschiffdivision der Schwarzmeerflotte. Nachdem er am 6. Mai 1989 zum Konteradmiral ernannt worden war, studierte er von August 1990 bis Juni 1993 an der Militärakademie des Generalstabes der Russischen Streitkräfte. Er wurde anschließend Stabschef und Stellvertreter des Kommandeurs der Leningrader Marinebasis. Mit Erlass Nr. 248 des Verteidigungsministers der Russischen Föderation vom 27. Februar 1993 wurde Grischanow Kommandeur der Leningrader Marinebasis und Kommandant der Festung Kronstadt. Am 31. Dezember 1993 wurde er zum Vizeadmiral befördert und im August 1995 Stellvertreter des Generalstabschefs der Russischen Streitkräfte. Im November 1996 wurde er auf Erlass des Präsidenten der Russischen Föderation zum Admiral befördert und im April 1998 in den Ruhestand entlassen.
Er arbeitete von 1998 bis 2000 als Vizegouverneur und Leiter der Obersten Verwaltungsbehörde Sankt Petersburgs.
Grischanow wohnt in Sankt Petersburg, ist verheiratet und hat zwei Kinder.

## Auszeichnungen
- Orden „Für den Dienst am Vaterland in den Streitkräften der UdSSR“ 3. Klasse (1979)
- Orden des Roten Sterns (1988)
- Orden für Militärische Verdienste (1996)
- weitere Medaillen